# Raven Klaasen
Raven Klaasen (Cidade do Cabo, 16 de outubro de 1982) é um tenista profissional sul-africano.

## Grand Slam finais

### Duplas: 1 (vice)
| Posição | Ano  | Campeonato          | Piso | Parceiro     | Oponentes                     | Placar   |
| ------- | ---- | ------------------- | ---- | ------------ | ----------------------------- | -------- |
| Vice    | 2014 | Aberto da Austrália | Duro | Eric Butorac | Łukasz Kubot Robert Lindstedt | 3–6, 3–6 |

## ATP Tour finais

### Duplas: 11 (6 títulos, 5 vice)
| Campeão – Legenda                 |
| --------------------------------- |
| Grand Slam (0–1)                  |
| ATP World Tour (0–0)              |
| ATP World Tour Masters 1000 (0–0) |
| ATP World Tour 500 Series (0–0)   |
| ATP World Tour 250 Series (6–4)   |

| Títulos por Piso |
| ---------------- |
| Duro (5–3)       |
| Saibro (1–1)     |
| Grama (0–0)      |
| Carpete (0–0)    |

| Posição | N. | Data               | Torneio                                                 | Piso     | Parceiro        | Oponentes                         | Placar           |
| ------- | -- | ------------------ | ------------------------------------------------------- | -------- | --------------- | --------------------------------- | ---------------- |
| Vice    | 1. | 10 Fevereiro 2013  | Open Sud de France, Montpellier, França                 | Duro (i) | Johan Brunström | Marc Gicquel Michaël Llodra       | 3–6, 6–3, [9–11] |
| Campeão | 1. | 25 Maio 2013       | Open de Nice Côte d’Azur, Nice, França                  | Saibro   | Johan Brunström | Juan Sebastián Cabal Robert Farah | 6–3, 6–2         |
| Campeão | 2. | 22 Setembro 2013   | Moselle Open, Metz, França                              | Duro (i) | Johan Brunström | Nicolas Mahut Jo-Wilfried Tsonga  | 6–4, 7–6(7–5)    |
| Campeão | 3. | 29 Setembro 2013   | Proton Malaysian Open, Kuala Lumpur, Malásia            | Duro (i) | Eric Butorac    | Pablo Cuevas Horacio Zeballos     | 6–2, 6–4         |
| Vice    | 2. | Janeiro 25, 2014   | Aberto da Austrália, Melbourne, Austrália               | Duro     | Eric Butorac    | Łukasz Kubot Robert Lindstedt     | 3–6, 3–6         |
| Campeão | 4. | Fevereiro 16, 2014 | U.S. National Indoor Tennis Championships, Memphis, EUA | Hard (i) | Eric Butorac    | Bob Bryan Mike Bryan              | 6–4, 6–4         |
| Campeão | 5. | Outubro 19, 2014   | If Stockholm Open, Estocolmo, Suécia                    | Duro (i) | Eric Butorac    | Treat Huey Jack Sock              | 6-4, 6-3         |
| Vice    | 3. | Janeiro 11, 2015   | Aircel Chennai Open, Chennai, Índia                     | Duro     | Leander Paes    | Yen-hsun Lu Jonathan Marray       | 3–6, 6–7(4–7)    |
| Campeão | 6. | Janeiro 17, 2015   | Heineken Open, Auckland, Nova Zelândia                  | Duro     | Leander Paes    | Dominic Inglot Florin Mergea      | 7–6(7–1), 6–4    |
| Vice    | 4. | 22 Fevereiro 2015  | Delray Beach Open, Delray Beach, EUA                    | Duro     | Leander Paes    | Bob Bryan Mike Bryan              | 3–6, 6–3, [6–10] |
| Vice    | 5. | 23 Maio 2015       | ATP de Genebra, Genebra, Suíça                          | Duro     | Lu Yen-hsun     | Juan Sebastián Cabal Robert Farah | 5–7, 6–4, [7–10] |